# Jason Bent
Jason Andrew Bent (Scarborough (Ontário), 8 de maio de 1977) é um ex-futebolista profissional canadense que atuava como meia.

## Carreira
Jason Bent se profissionalizou no FSV Zwickau, em 1997.

## Seleção
Jason Bent integrou a Seleção Canadense de Futebol na Copa das Confederações de 2001.